# Санниково (Череповецкий район)
Санниково — деревня в Череповецком районе Вологодской области.
Входит в состав Мяксинского сельского поселения, с точки зрения административно-территориального деления — в Мяксинский сельсовет.
Расстояние по автодороге до районного центра Череповца — 33 км, до центра муниципального образования Мяксы — 5 км. Ближайшие населённые пункты — Дьяконово, Добрынское, Лукинское.
По переписи 2002 года население — 26 человек (9 мужчин, 17 женщин). Всё население — русские.